# Nunca menos (canción)
Nunca menos es una canción del género candombe compuesta en homenaje el expresidente Néstor Kirchner (1950-2010) por Horacio Bouchoux (miembro del Centro Cultural Oesterheld, de La Plata) y con arreglos musicales a cargo de Víctor Testani.
La canción fue interpretada por políticos, actores, músicos, militantes y la murga La Gloriosa de Boedo (del barrio porteño de Boedo).
Fue estrenada el 27 de enero de 2011, en coincidencia con los tres meses del fallecimiento del expresidente Néstor Kirchner.

## Participantes
Entre las más de 200 personalidades que grabaron el tema estuvieron:

### Artistas
- Iván Anzil
- Cristian Boyanovsky
- Siro Colli
- Lito Cruz, actor
- Daniel Fanego, actor
- Guillermo Fernández, músico
- Horacio Fontova, músico
- Gustavo Garzón, actor
- María Ibarlin
- Ernesto Jáuregui
- Víctor Laplace, actor
- Luis Titite Longhi, bandoneonista
- Ana Laura Mercader
- Catalina Peña
- Alejandro Polemann
- Emiliano del Río
- Rocambole (Ricardo Cohen)
- Alejandro Sanz, músico correntino
- Fabián Villamil
- Marina Piñol
- Rafael de la Torre, músico cubano

### Militantes
- Jorge Quito Aragón, militante de la agrupación Martín Fierro
- Nahuel Beibe
- Matías Bisso
- Mario Borgna
- Eric Calcagno, senador
- Carlos Cañete
- Joaquín Cortés
- Sandra Cruz
- José María Di Bello
- Álex Freyre, activista
- Camilo García, periodista
- Lucía García
- Fernando Gómez
- Marcelo Koenig
- Norberto López
- Federico Martelli
- Octavio Tato Miloni
- Claudia Miranda
- Emilce Moler, sobreviviente de la Noche de los Lápices
- Federico Moya
- Ariel Pasini, diputado
- Lorena Pokoik
- Túpac Puggioni
- Leandro Chaucha Quiroga
- Juan Manuel Coco Fon Rouge
- Néstor Sbariggi
- Hank Soriano
- Juan Pablo Yovovich
- Unos ochenta militantes cantando el coro final murguero en La Plata, Mar del Plata y Buenos Aires.

### Agrupaciones
- Agrupación Peronista Argentina Grande
- Agrupación Pueblos Libres
- Ateneo Arturo Jauretche
- Corriente Nacional Martín Fierro
- Corriente Peronista Nacional
- Frente Transversal Nacional y Popular
- JP Descamisados
- JUP La Plata
- Juventud Platense para la Victoria
- Negros de Mierda (colectivo político cultural).
- La Gloriosa de Boedo (murga).
- La Cámpora
- Movimiento Nacional Comandante Andresito
- Movimiento de Unidad Popular
- Movimiento Evita
- Movimiento Lautaro
- Movimiento Octubres
- Movimiento Peronista Revolucionario
- Perukas